# Sennius leptophyllicola
Sennius leptophyllicola is een keversoort uit de familie bladkevers (Chrysomelidae). De wetenschappelijke naam van de soort werd in 2002 gepubliceerd door Reibero-Costa & Souza.